# Mutt
Mutt es un cliente de correo electrónico libre basado en texto, para sistemas similares a Unix. Fue escrito originalmente por Michael Elkins en 1995 y publicado bajo la Licencia Pública General de GNU. Inicialmente se asemejaba a elm, ahora el programa es muy similar al lector de noticias slrn.
El eslogan del cliente es «todos los clientes de correo electrónico apestan. Sólo que este apesta menos».

## Características
Mutt soporta la mayoría de los formatos de correo electrónico (en particular, tanto mbox y Maildir) y protocolos (POP3, IMAP, etc.) También incluye soporte MIME, en particular PGP/GPG y S/MIME. 
Mutt es un agente de usuario de correo (MUA o Mail User Agent) y no puede enviar correo electrónico en forma aislada. Para ello, le es necesario comunicarse con un agente de transferencia de correo (MTA), utilizando, por ejemplo, la interfaz Unix sendmail. Más recientemente se añadió el apoyo SMTP. También depende de herramientas externas para componer y filtrado de mensajes. En las versiones más recientes Mutt puede utilizar smtp url variables de configuración para enviar correo directamente desde Mutt. 
Es bastante configurable: tiene cientos de directivas de configuración y personalización de los comandos. Permite cambiar todas las teclas y hacer macros de teclado para acciones complejas, así como los colores y el diseño de la mayoría de la interfaz. A través de las variantes de un concepto conocido como «ganchos», muchos de sus ajustes se pueden cambiar sobre la base de criterios tales como el actual o buzón de correo saliente los destinatarios del mensaje. Hay muchos parches disponibles y extensiones que añaden funcionalidad, como soporte NNTP o una barra lateral similar a los que a menudo se encuentran en clientes de correo gráfico. 
Mutt es totalmente controlado con el teclado, y tiene soporte para hilos de correo, es decir, uno puede fácilmente desplazarse largas discusiones, como en listas de correo. Los mensajes nuevos se componen con un editor de texto externo por defecto, a diferencia de pine que incorpora su propio editor conocido como pico (aunque se puede configurar para depósito de pino a un editor externo).